# Alan III van Bretagne
Alan III van Bretagne (circa 997 - Vimoutiers, 1 oktober 1040) was van 1008 tot aan zijn dood hertog van Bretagne. Hij behoorde tot het huis Rennes.

## Levensloop
Alan III was de zoon en erfgenaam van hertog Godfried I van Bretagne uit diens huwelijk met Havise van Normandië, dochter van hertog Richard I van Normandië. Na de dood van zijn vader in 1008 werd Alan hertog van Bretagne. Zolang hij minderjarig was, trad zijn moeder op als regentes van Bretagne. De werkelijke macht lag toen echter bij zijn oom, hertog Richard II van Normandië. In 1018 huwde Alan III met Bertha (1005-1080), dochter van graaf Odo II van Blois.
In augustus 1027 overleed zijn neef, hertog Richard III van Normandië. Hij werd opgevolgd door zijn broer Robert de Duivel. Alan maakte gebruik van de wanorde die hierdoor ontstond om zich te bevrijden van de Normandische suzereiniteit. Bijgevolg kwam het tot een conflict tussen beide partijen, die voortdurend aanvallen uitvoerden. Toen er een Normandische invasie via land en via zee dreigde, arbitreerde Robert de Deen, aartsbisschop van Rouen, een wapenstilstand tussen de twee hertogen in Mont-Saint-Michel, waarbij Alan trouw zwoer aan Robert de Duivel. Toen de Normandische hertog zijn domeinen verliet en naar Palestina trok, werden Alan III en Robert de Deen aangesteld als regenten voor diens minderjarige bastaardzoon Willem de Veroveraar. Ook steunde Alan graaf Herbert I van Maine in diens oorlogen tegen Avesgaud van Bellême, de bisschop van Le Mans. Zo nam hij deel aan de aanval op Avesgauds kasteel in La Ferté-Bernard.
Na de dood van Robert de Deen in 1037 werd Alan III de enige regent van Willem de Veroveraar. Hij bestuurde Normandië in gezamenlijke regering met zijn neef Gilbert. De twee benoemden Mauger tot nieuwe aartsbisschop van Rouen en diens broer Willem tot graaf van Arques, in de hoop dat deze twee zonen uit het tweede huwelijk van Richard II van Normandië Willem de Veroveraar zouden steunen. De Normandische adel was het echter niet eens met het regentschap van Alan III en kwam in opstand. Toen hij in oktober 1040 in Vimoutiers een kasteel met opstandelingen belegerde, overleed Alan plots. Volgens kroniekschrijver Ordericus Vitalis werd hij vergiftigd door onbekende Normandiërs.

## Nakomelingen
Alan III en zijn echtgenote Bertha van Blois, de dochter van Odo II van Blois, kregen drie kinderen:
- Conan II (1033-1066), hertog van Bretagne
- Emma (1034-?)
- Havise (1037-1072), hertogin van Bretagne, huwde rond 1058 met graaf Hoël van Cornouaille

## Voorouders
| Voorouders van Alan III van Bretagne (997-1040) | Voorouders van Alan III van Bretagne (997-1040)               | Voorouders van Alan III van Bretagne (997-1040)               | Voorouders van Alan III van Bretagne (997-1040)                 | Voorouders van Alan III van Bretagne (997-1040)                 | Voorouders van Alan III van Bretagne (997-1040)        | Voorouders van Alan III van Bretagne (997-1040)        | Voorouders van Alan III van Bretagne (997-1040)        | Voorouders van Alan III van Bretagne (997-1040)        |
| ----------------------------------------------- | ------------------------------------------------------------- | ------------------------------------------------------------- | --------------------------------------------------------------- | --------------------------------------------------------------- | ------------------------------------------------------ | ------------------------------------------------------ | ------------------------------------------------------ | ------------------------------------------------------ |
| Overgrootouders                                 | Judicael Berengar (896–995) ∞ Gerberga (-)                    | Judicael Berengar (896–995) ∞ Gerberga (-)                    | Godfried I van Anjou (938-987) ∞ Adelheid van Meaux (934 - 974) | Godfried I van Anjou (938-987) ∞ Adelheid van Meaux (934 - 974) | Willem I van Normandië (907–942) ∞ Sprota (-)          | Willem I van Normandië (907–942) ∞ Sprota (-)          | ? (–) ∞ ? (-)                                          | ? (–) ∞ ? (-)                                          |
| Grootouders                                     | Conan I van Bretagne (–992) ∞ Ermengarde van Anjou (956-1024) | Conan I van Bretagne (–992) ∞ Ermengarde van Anjou (956-1024) | Conan I van Bretagne (–992) ∞ Ermengarde van Anjou (956-1024)   | Conan I van Bretagne (–992) ∞ Ermengarde van Anjou (956-1024)   | Richard I van Normandië (933–996) ∞ Gunnora (950-1031) | Richard I van Normandië (933–996) ∞ Gunnora (950-1031) | Richard I van Normandië (933–996) ∞ Gunnora (950-1031) | Richard I van Normandië (933–996) ∞ Gunnora (950-1031) |
| Ouders                                          | Godfried I van Bretagne (980-1008) ∞ Havise (-)               | Godfried I van Bretagne (980-1008) ∞ Havise (-)               | Godfried I van Bretagne (980-1008) ∞ Havise (-)                 | Godfried I van Bretagne (980-1008) ∞ Havise (-)                 | Godfried I van Bretagne (980-1008) ∞ Havise (-)        | Godfried I van Bretagne (980-1008) ∞ Havise (-)        | Godfried I van Bretagne (980-1008) ∞ Havise (-)        | Godfried I van Bretagne (980-1008) ∞ Havise (-)        |